# Achille Battistuzzi
Achille Battistuzzi, fill de Felip i Josefa Battistutzzi, va ser un pintor italià que va néixer a Trieste (Itàlia) l'any 1830. Va morir a Barcelona el 1891, concretament al barri de Sant Gervasi, degut a una insuficiència cardíaca. Destaca per les seves pintures de paisatges urbans que va dur a terme a la ciutat Condal. Es va casar amb Carolina Ceschiotti la qual, va fa entrega d'algunes obres del pintor rere la seva mort, i van tenir una fill que morí en data desconeguda.
A partir de l'atracció generada per les representacions escenogràfiques d'origen barceloní durant la segona meitat del segle xix, van ser molts els pintors estrangers (sobretot francesos i italians) que es van traslladar a Barcelona. Així doncs, Achille Battistuzzi arriba a la ciutat cap als anys seixanta i en deixa constància mitjançant una obra d'una vista de l'arc de Berà als afores de Tarragona que data d'inicis de dècada. Va ser un pintor molt influït pels vedutistes venecians, és a dir, que va desenvolupar un enorme gust pel paisatge urbà, seguint les influències de Canaletto i Guardi. De les seves obres es poden destacar les seves panoràmiques urbanes de paisatges i llocs emblemàtics de la ciutat Condal (com és el cas de la Catedral de Barcelona) i sobretot l'objectivitat, precisió, detallisme i perspectiva amb què les tractava.
La seva estança a Barcelona va esdevenir molt important donat que la seva relació amb altres artistes de l'època li obre portes a tot un món d'exposicions i mostres on l'autor hi tindrà un paper molt important. A més, donat el seu estil únic i la seva tècnica professional, va fundar una escola de perspectiva i aquarel·la (1877), que tingué com a fruit tota una generació d'escenògrafs barcelonins. En definitiva, l'arribada de Battistuzzi a Barcelona suposa el desenvolupament i formació del pintor com a artista consagrat que durant el segle xix representa a la ciutat a diverses exposicions alhora que llega tot un seguit d'imatges testimonials de la ciutat Comtal durant la seva època.

## Evolució de l'artista

### Battistuzzi lligat al romanticisme
Entre les obres de Battistuzzi destaquen els paisatges urbans. Durant la segona meitat del segle xix a Barcelona van conviure diferents moviments pictòrics com el romanticisme i el realisme, d'altra banda també comencen a sorgir nous sistemes de comunicació que requereixen un llenguatge nou com la fotografia, la caricatura o el cinema. En paral·lel a tot això també s'hi troben nombroses imatges urbanes de Barcelona.
Amb la invenció de la fotografia es comencen a retratar imatges de la ciutat des de perspectives fins aleshores desconegudes per la majoria de la gent (es fan fotografies des de dalt dels edificis, amb globus, etc.). En aquest context sorgeixen una sèrie d'artistes que s'influencien de la fotografia i pinten paisatges urbans. Entre els més coneguts s'hi troba Battistuzzi qui destacava sobretot per la seva tècnica, el seu ús de la perspectiva i el toc medieval de les seves pintures. Les seves panoràmiques urbanes reprodueixen tan vistes arquitectòniques com a paisatges. La més coneguda és el Pla de la Boqueria que es mostra com una reproducció gairebé fotogràfica.
L'estil de Battistuzzi es mou entre el romanticisme medieval i el neoclassicisme. S'ha de tenir en compte que es va formar a l'Escola de Belles Arts de Venècia, i per tant, la seva formació va ser neoclàssica, però s'influencia també dels romàntics. L'arc de Berà (1860), demostra que, el 1860, el pintor ja es trobava a Catalunya i es veu clarament la confluència d'ambdós estils. En aquest oli sobre fusta es mostra com el pintor representa un tema paisatgístic amb monuments d'arrel grecoromana, en aquest cas concret, l'arc de Berà.

### Battistuzzi fidel al detallisme i a l'objectivitat
El pintor italià era rigorós i detallista en el seu treball de fet, abans de fer una pintura, fotografiava i dibuixava el paisatge que havia de representar. El 1870 va fer un estudi de Poblet del qual s'hi torben nombrosos dibuixos en el Ganivet de Dibuixos i Gravats del Museu Nacional d'Art de Catalunya. A l'Arxiu Fotogràfic de Barcelona també s'hi poden trobar un important nombre de fotografies corresponents amb imatges que destaquen de les seves obres.
En alguns casos s'ha relacionat l'arribada de l'artista amb l'atracció generada per l'augment de les representacions escenogràfiques que es produí a Barcelona en aquella època. En arribà a la ciutat va treballar per diversos teatres pintant escenografies, i el 1877 va fundar l'Escola de Perspectiva, Acuarela i Aquatinta, d'on posteriorment van sortir una important generació d'escenògrafs.
Actualment, el reconeixement de l'artista prové del seu domini de la tècnica, la seva precisió i detallisme a l'hora de reproduir el paisatges urbans de l'època. Però el més important d'aquest artista és la seva objectivitat. A Barcelona des de la crema de convents de 1835 havia començat a sorgir un cert nacionalisme basat en el gloriós passat medieval de Catalunya, i els artistes catalans, com per exemple Lluís Rigalt acostumaven a utilitzar un llenguatge exagerat i clàssic per les seves representacions. Per aquest motiu Achille Battistuzzi s'ha convertit en una magnífica font de coneixement sobre l'època.

### Battistuzzi i el vedutisme
Achille Battistuzzi fou l'encarregat de fer arribar a Catalunya el vedutisme, un gènere pictòric típic del Settecento italià. Consisteix a reproduir panoràmiques urbanes amb gran minuciositat i detallisme arribant, en algunes ocasions, a un estil quasi cartogràfic. El lloc on es desenvolupa amb major força fou a Venècia, d'on provenia el pintor. Les vedute generalment eren concebudes per ser records d'aquells llocs, com si fossin postals.
Tot i que l'activitat artística de Battistuzzi abans d'arribar a Catalunya és desconeguda, es pot apreciar en la seva obra influències de Canaletto i Guardi. Tal com s'aprecia en l'Interior de la Catedral de Barcelona el realisme i la fidelitat van ser els primers trets dels quals es fa influència l'artista. El pintor situa la perspectiva a l'altura de l'ull humà, fet que accentua el sentit de realitat. A més a més, reprodueix amb gran fidelitat tots els objectes de l'església. Per poder fer això, possiblement l'artista dibuixava prèviament una quadrícula que l'ajudava a dividir l'espai i a distribuir la perspectiva. D'altra banda, també cal destacar el tractament de la llum, que és influència de Canaletto, molt real i naturalista que guia l'ull de l'espectador cap al centre del quadre, tal com s'aprecia a l'Interior de la Catedral de Barcelona.

## Trajectòria artística

### Dècada dels 60
Arribada del pintor, els seus treballs sempre són basant-se en encàrrecs i treballs conjunts, com per exemple pintar un fresc amb Antonio Pascutti a casa de José Cerdà l'any 1863.
-1866: Exposició de Belles Arts de Barcelona (organitzada per l'Acadèmia als salons de la Llotja). Obres que presenta: Interior del claustre de la catedral de Barcelona, Interior de la catedral de Barcelona, Vista interior d'un riu a la ciutat de Venècia.
-1868: Mostra de Barcelona : Façana de Santa Anna

### Dècada dels 70
Durant aquesta època el pintor duu a terme un treball individual i propi, on se centra en la producció d'obres pròpies i d'interessos personals.
-1871: Exposició General Catalana de pintura: Quatre aiguades de l'artista que representaven vistes, un estudi de Poblet i deu estudis més, a Llapis, d'aquesta temàtica.
-1872: Societat per exposicions de Belles Arts: Vista de Montjuïc i les drassanes, Claustre de la catedral de Barcelona.
-1873 i 1874: La catedral, el dia de Corpus i una obra de paisatge. Participa en exposicions de la Sociedad para Exposiciones de Bellas Artes de Barcelona. A l'establiment de Don José Monter.
-1876: Exposició a la casa Bàsols.
-1876: Exposició de la Societat Econòmica Barcelonesa d'Amics del País de Barcelona: Fragment de Santa Maria del Mar.
-1876: Exposició de la Societat de Belles Arts de Madrid: Vista panoràmica de Barcelona des de Montjuïc.

### Dècada dels 80
Va rebre nombrosos premis a concursos. Es veu recompensat el seu treball individual.
-1885: Exposició del Centre d'aquarel·listes de Barcelona: Tipo andaluz palau dels ducs de Venècia.
-1888: Exposició Universal de Barcelona: Catedral de Barcelona, Catedral de Palencia.

### Dècada dels 90
Dècada curta pel pintor. Mor l'any 1891, però la seva obra apareix catalogada a la Primera Exposició de Belles Arts.
-1891: Catàleg de la Primera Exposició de Belles Arts. S'hi troben dues obres seves: Interior de la Catedral de Barcelona i el Pla de la Boqueria.

## Presència als museus catalans

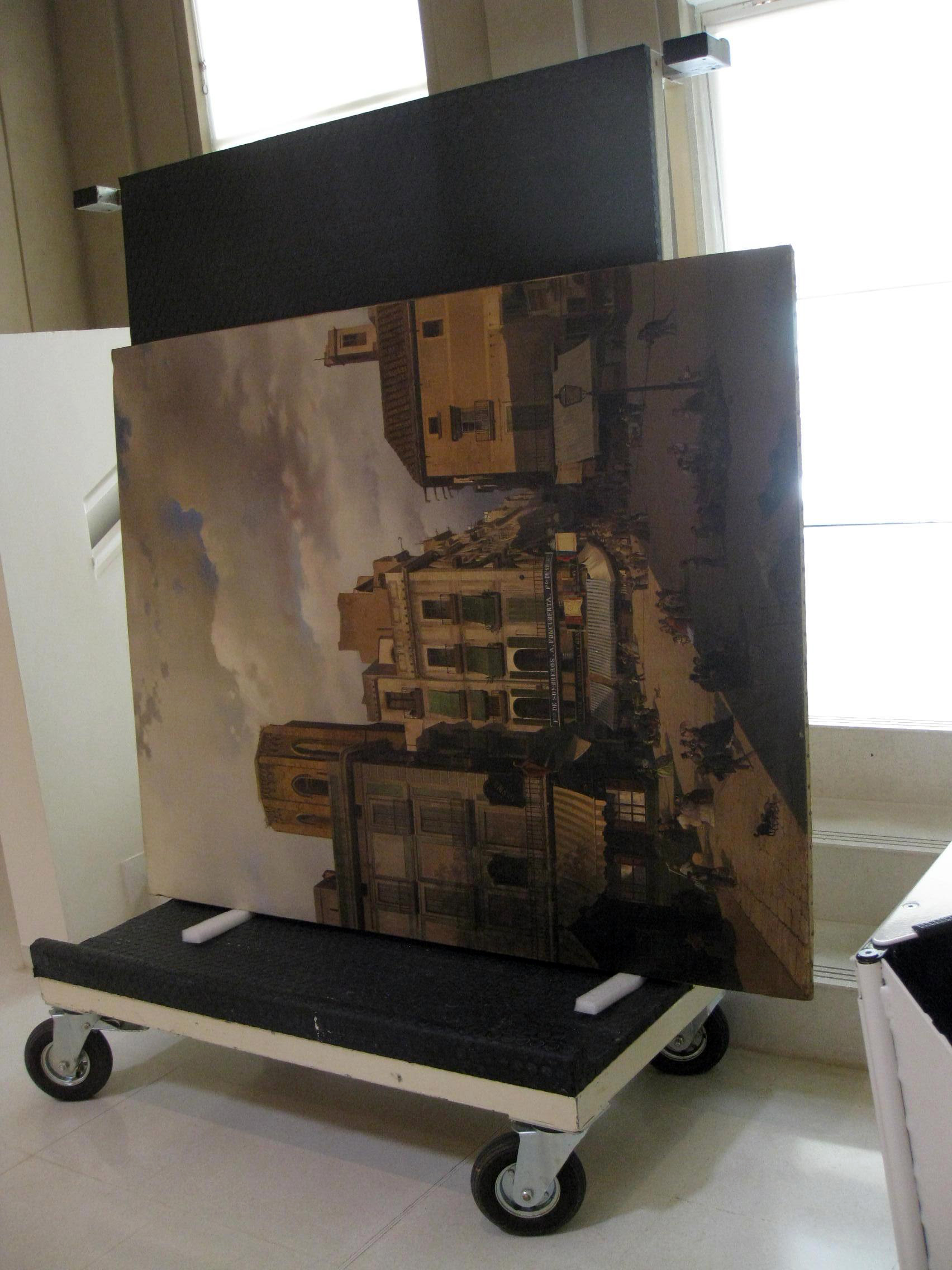
El pla de la Boqueria, d'Achille Battistuzzi, durant un trasllat al MNAC.

A la col·lecció de dibuixos del MNAC es troba la seva obra "El Pla de la Boqueria", i als fons d'art modern hi ha Interior de la catedral de Barcelona, exposada a l'Exposició Universal de Barcelona de 1888, juntament amb un altre quadre, Catedral de Palència.
Pel seu costat, el Museu d'Història de Barcelona conserva onze obres de l'artista, i a l'Arxiu Històric de la Ciutat de Barcelona hi ha 2 olis, 2 aquarel·les, 2 dibuixos i 2 gravats.
El Museu Marítim de Barcelona guarda als seus fons la tela titulada Vista de les Reials Drassanes de Barcelona i de la Muntanya de Montjuïc, de 1872.

## Catàleg d'obres

### Conservació de l'obra
El llegat d'Achille a la museística catalana fou extens, tot i que tan sols representa una lleugera part de la seva producció total. Això és a causa que una bona part es va perdre a causa del caràcter consultiu i descriptiu, encàrrec d'altres artistes, mentre que una altra part correspon al mercat privat.
La disecció que a continuació es presenta, correspon a l'exposada per Xavier Barral al seu article: La catedral de Barcelona i el medievalisme d'Achille Battistuzzi. En aquest escrit es troba un perfecte glossari de l'obra de l'italià en relació als museus catalans.
Tot i que s'afegiran alguna més com les que trobem al MNAC.
Així es troben tres centres: el Museu d'Història de Barcelona, l'Arxiu Històric de la Ciutat de Barcelona, l'Arxiu Històric de Museus i el comentat MNAC.
El Museu Nacional d'Art de Catalunya, només compta amb dues peces de l'artista italià: El pla de la Boqueria, 1870, llapis sobre paper 29,2 x 24,7 cm.; i El Pla de la Boqueria, 1873, oli sobre tela, 159,5 x 124,5 cm.
D'altra banda al Museu d'Història de Barcelona s'hi troben:
- Entrada i escala d'un palau de Barcelona (1865)
- El Banc de Barcelona (1866)
- Interior de la Catedral de Barcelona (1866)
- Vista de la finca de Manuel Girona a Sarrià (1869)[2]
- Vista de Barcelona des de Montjuïc (1870)
- Vista de les drassanes i Montjuïc des de la platja (1870)
- El Pla de la Boqueria (cap a 1870, versió reduïda de l'obra conservada al MNAC)[3]
- El carrer ample i la plaça del duc de Medinaceli (1870)
- Les Drassanes, la muralla de mar i Montjuic (1871)
- Les torres de la Plaça Nova (1874)[4]
- Porta dels socors de la Ciutadella (no datat)

Cas singular el que es troba a l'Arxiu Fotogràfic de Museus, on es resguarden clichés de fotografies d'obres de Battistuzzi. Tot i que el seu accés és molt limitat i restringit, Xavier Barral, presenta tres obres, a les quals no ha tingut accés. Són les següents: Santa Maria della Salute (clixé S-1 0402A), El Parc de la Ciutadella, aquest datat l'any 1889 (clixé S-1 1561) i Pedralbes (clixé S-1 1560).
Per finalitzar el recorregut destaca l'Arxiu Històric, visitat en el transcurs d'aquesta recerca, es van brindar l'oportunitat d'observar litografies i aquarel·les de l'autor analitzat. Així es troba: Marina, 1887, oli sobre tela, 31,5 x 66 cm; Part de la muralla de Mar, les Drassanes i Montjuic al fons, 1889, oli sobre tela, 27 x 60,5 cm; Edifici amb porta adovellada, casa on va néixer Clavé, 1868, aquarel·la, 96 x 90 cm. i sengles dibuixos que representen l'interior de la catedral, un amb el rerecor en primer terme i l'altre destacant l'interior del cor.